# Артун
Арту́н (перс. آرتون‎) — село на севере Ирана, в остане Альборз. Входит в состав шахрестана Талекан. Является частью дехестана (сельского округа) Миан-Талекан бахша Меркези.

## География
Село находится в северо-западной части Альборза, в горной местности южного Эльбурса, на расстоянии приблизительно 41 километра к северо-западу от Кереджа, административного центра провинции. Абсолютная высота — 2165 метров над уровнем моря.

## Население
По данным переписи 2006 года население села составляло 358 человек (178 мужчин и 180 женщин). В Артуне насчитывалась 91 семья. Уровень грамотности населения составлял 94,13 %. Уровень грамотности среди мужчин составлял 94,38 %, среди женщин — 93,89 %.